# General Santos
General Santos é uma cidade de primeira classe de renda da cidade na província Soccsksargen, nas Filipinas. De acordo com o censo de 1 maio  de  2020 possui uma população de 697 315 pessoas e 175 345 domicílios.

## Cidades Irmãs
- Butuan, Filipinas
- Cebu City, Filipinas
- Marikina, Filipinas
- Naga , Filipinas
- Cidade Quezon, Filipinas
- Monterrey, Mexico
- Plano, Texas, USA